# Løvenskiold
Ej att förväxla med den svenska adelsätten Löfvenskjöld
Løvenskiold är en norsk-dansk släkt, ursprungligen av tysk härkomst, vilken är utdöd i Danmark, men fortlever i Norge och Sverige.
Stamfadern, Herman Leopoldus (död 1696), var först köpman i Bremen och bosatte sig i mitten av 1600-talet i Kristiania (nuvarande Oslo) i Norge.
Hans son Herman Leopoldus (1677-1750) blev genom giftermål med Inger Borse ägare av betydliga jordagods och bergverk samt upphöjdes den 6 november 1739 i danskt adligt stånd, under namnet Løvenskiold.
En gren av ätten erhöll friherrlig värdighet 1773. Den adliga ättgrenen fortlever i Norge och Sverige, den friherrliga, som var bosatt i Danmark, är utdöd.

## Kända medlemmar
- Carl Otto Løvenskiold
- Bartholomaeus Herman Løvenskiold
- Herman Severin Løvenskiold
- Leopold Løvenskiold
- Leopold Herman Severin Løvenskiold
- Otto Joachim Løvenskiold
- Severin Løvenskiold